# Dendroceros crispus
Dendroceros crispus là một loài rêu trong họ Dendrocerotaceae. Loài này được Sw. Nees mô tả khoa học đầu tiên năm 1846.